# Misumenops mexicanus
Misumenops mexicanus es una especie de araña cangrejo del género Misumenops, familia Thomisidae. Fue descrita científicamente por el conde Eugen von Keyserling, más conocido como Keyserling, en 1880.

## Distribución
Esta especie se encuentra en México.